# São José (São Tomé)
São José é uma aldeia de São Tomé e Príncipe, localiza-se no distrito de Mé-Zóchi, ilha de São Tomé, próxima às localidades de Madalena, Santa Margarida, Benfica, Prado e Vista Alegre.